# Filosa
Die Filosa, auch als Kern-Cercozoen bezeichnet, sind eine große Gruppe von Protisten innerhalb des Stamms Cercozoa.

## Merkmale
Die Filosa sind morphologisch sehr verschiedenartig. Zu ihnen gehören nackte oder beschalte Amöben mit fädigen Pseudopodien und tubulären Mitochondrien-Cristae; Zooflagellaten mit zwei Geißeln; aber auch fotosynthetisch aktive Algen. Häufig besitzen sie Extrusomen, meist in Form von einfachen, runden Kinetozysten, selten längliche ähnlich den Trichozysten.

## Systematik
Die Kern-Cercozoa, die Filosa, erscheinen in den meisten Arbeiten als monophyletische Gruppe. Die meisten Vertreter, mit Ausnahme der Chlorarachniophyta und einiger Flagellaten-Arten, verfügen über eine Insertion von zwei Aminosäuren an der Monomer-Monomer-Verbindung des Polyubiquitin-Gens. Der Umfang der Filosa hat sich in den letzten Jahren laufend verändert, Pawlowski zählte 2008 folgende Gruppen zu ihnen:
- Euglyphida
- Cercomonadida
- Heteromitida
- Cryomonadida
- Ebriida
- Thaumatomonadida
- Chlorachnea
- Desmothoracida
- Phaeodarea
- Massisteria
- Gymnophrys
- weitere Gattungen

Eine detailliertere Systematik stellt die von Cavalier-Smith aufgestellte dar:
- Überklasse Reticulofilosa
  - Klasse Chlorarachnea
    - Ordnung Chlorarachnida

  - Klasse Spongomonadea
    - Ordnung Spongomonadida
      - z. B. Spongomonas, Rhipododendron

  - (Klasse Proteomyxidea wurde 2008 zu den Endomyxa gestellt).
- Überklasse Monadofilosa
  - Ordnung Metromonadida[3]
    - Familie Metromonadidae
      - Metromonas

  - Klasse Sarcomonadea
    - Ordnung Cercomonadida
      - Familie Cercomonadidae
      - Familie Heteromitidae

  - Klasse Thecofilosea
    - Ordnung Tectofilosida, mit bspw.
      - Familie Pseudodifflugiidae, z. B. mit
        - Cryptodifflugia

      - Familie Chlamydophryidae
      - Familie Psammonobiotidae
      - Familie Amphitremidae
      - Familie Volutellidae

    - Ordnung Cryomonadida

  - Klasse Imbricatea
    - Thaumatomonadida
    - Euglyphida

  - Klasse Phaeodarea[4]
- Klasse Granofilosea, Untergliederung siehe dort.[5] (keiner Überklasse zugeordnet)
- incertae sedis Filosa:
  - Ordnung Metopiida[3]
    - Familie Metopiidae
      - Metopion

Innerhalb der Filosa gibt es eine große Anzahl von Gruppen, die nur von DNA-Umweltproben bekannt sind und noch nicht beschrieben wurden.

## Belege
- Thomas Cavalier-Smith, Ema E.-Y. Chao: Phylogeny and Classification of Phylum Cercozoa (Protozoa). Protist, Band 154, 2003, S. 341–358, doi:10.1078/143446103322454112